# Драбкин, Дэвид
Дэвид Драбкин ( англ. Drabkin David Lion 3 мая 1899, Могилёв, Могилёвской губернии — 1981, Филадельфия ) — американский биохимик.

## Биография
С 1906 - в США. В 1919 окончил Сити-колледж в Нью-Йорке. В 1924 окончил Корнеллский университет со степенью доктора медицины. С 1926 преподаватель физиологической химии (позже — биохимии)на медицинском факультете Пенсильванского университета ( с 1930 - доцент, с 1946 - профессор). С 1946 заведующий кафедрой биохимии Высшей школы медицины при Пенсильванском университете, должность, которую он занимал до ухода из университета в 1968.

Драбкин известен своими спектрофотометрическими исследованиями гемоглобина, исследованиями роли ферментов в области метаболизма.

### Научные труды
- «Metabolism of the Hemin Chromoproteins» (1951)
- «Thudichum, chemist of the brain» (1958)
- «Fundamental structure : nature's architecture»